# Jeff Zwart
Jeff Zwart (Emmen, 30 december 1971) is een Nederlands gitarist, componist en docent. In 1993 won hij de 'International Ibanez Guitar Awards', het jaar daarna studeerde hij cum laude af aan het Hilversums Conservatorium waar hij les had van Wim Overgaauw. Hierna studeerde hij een half jaar aan het Musicians Institute in Los Angeles. Na zijn terugkomst in Nederland bracht hij zijn eerste soloalbum uit, getiteld Jeff Zwart Project.
In 2000 werkte Zwart samen met Dilana Smith en schreef enkele nummers voor haar debuutalbum "Wonderfool".
Vanaf 2003 werkt hij samen met Syb van der Ploeg en toerde hij onder andere met zijn formatie Spanner. Sinds begin 2007 toert hij samen met van der Ploeg langs theaters in Nederland met de band Motel Westcoast, met gastmuzikanten als Mirjam Timmer en Julian Thomas. Naast deze projecten is Zwart ook actief als studiomuzikant. Zijn gitaarspel is onder andere te horen op het album Luister van Nick & Simon.